# جورج افگریو
جورج افگریو (انگلیسی: George Ephgrave; ۲۹ آوریل ۱۹۱۸ – ۱۲ دسامبر ۲۰۰۴) بازیکن فوتبال اهل بریتانیا بود.
از باشگاه‌هایی که در آن بازی کرده‌است می‌توان به باشگاه فوتبال مارس تاون یونایتد، باشگاه فوتبال سوئیندون تاون، باشگاه فوتبال ساوت‌همپتون، باشگاه فوتبال تاتنهام هاتسپر، باشگاه فوتبال استون ویلا، باشگاه فوتبال نوریچ سیتی، باشگاه فوتبال دیل تاون، و باشگاه فوتبال واتفورد اشاره کرد.